# Brani musicali al numero uno in Italia (2008)
La presente lista elenca le canzoni che hanno raggiunto la prima posizione nella classifica settimanale italiana Top Singoli, stilata durante il 2008 dalla Federazione Industria Musicale Italiana, in collaborazione con la GfK Retail and Technology Italia.

## Classifica
| Inizio settimana | Brano                     | Artista/i                   | Totale settimane al numero 1 |
| ---------------- | ------------------------- | --------------------------- | ---------------------------- |
| 28 dicembre      | Niente paura              | Ligabue                     | 1                            |
| 4 gennaio        | Baby, Let's Play House    | Elvis Presley               | 6                            |
| 11 gennaio       | Baby, Let's Play House    | Elvis Presley               | 6                            |
| 18 gennaio       | Baby, Let's Play House    | Elvis Presley               | 6                            |
| 25 gennaio       | Baby, Let's Play House    | Elvis Presley               | 6                            |
| 1º febbraio      | Baby, Let's Play House    | Elvis Presley               | 6                            |
| 8 febbraio       | Apologize                 | Timbaland feat. OneRepublic | 2                            |
| 15 febbraio      | Baby, Let's Play House    | Elvis Presley               | 6                            |
| 22 febbraio      | Apologize                 | Timbaland feat. OneRepublic | 2                            |
| 29 febbraio      | Estupido                  | Cinema2                     | 1                            |
| 7 marzo          | Colpo di fulmine          | Giò Di Tonno e Lola Ponce   | 1                            |
| 14 marzo         | Il mondo che vorrei       | Vasco Rossi                 | 3                            |
| 21 marzo         | Il mondo che vorrei       | Vasco Rossi                 | 3                            |
| 28 marzo         | Il mondo che vorrei       | Vasco Rossi                 | 3                            |
| 4 aprile         | 4 Minutes                 | Madonna e Justin Timberlake | 1                            |
| 11 aprile        | A te                      | Jovanotti                   | 7                            |
| 18 aprile        | A te                      | Jovanotti                   | 7                            |
| 25 aprile        | A te                      | Jovanotti                   | 7                            |
| 2 maggio         | A te                      | Jovanotti                   | 7                            |
| 9 maggio         | A te                      | Jovanotti                   | 7                            |
| 16 maggio        | A te                      | Jovanotti                   | 7                            |
| 23 maggio        | A te                      | Jovanotti                   | 7                            |
| 30 maggio        | Non ti scordar mai di me  | Giusy Ferreri               | 13                           |
| 6 giugno         | Non ti scordar mai di me  | Giusy Ferreri               | 13                           |
| 13 giugno        | Cry                       | Novecento                   | 2                            |
| 20 giugno        | Cry                       | Novecento                   | 2                            |
| 27 giugno        | Everything                | Michael Bublé               | 1                            |
| 4 luglio         | Non ti scordar mai di me  | Giusy Ferreri               | 13                           |
| 11 luglio        | Non ti scordar mai di me  | Giusy Ferreri               | 13                           |
| 18 luglio        | Non ti scordar mai di me  | Giusy Ferreri               | 13                           |
| 25 luglio        | Non ti scordar mai di me  | Giusy Ferreri               | 13                           |
| 1º agosto        | Non ti scordar mai di me  | Giusy Ferreri               | 13                           |
| 8 agosto         | Non ti scordar mai di me  | Giusy Ferreri               | 13                           |
| 15 agosto        | Non ti scordar mai di me  | Giusy Ferreri               | 13                           |
| 22 agosto        | Non ti scordar mai di me  | Giusy Ferreri               | 13                           |
| 29 agosto        | Non ti scordar mai di me  | Giusy Ferreri               | 13                           |
| 5 settembre      | Non ti scordar mai di me  | Giusy Ferreri               | 13                           |
| 12 settembre     | Non ti scordar mai di me  | Giusy Ferreri               | 13                           |
| 19 settembre     | I Kissed a Girl           | Katy Perry                  | 3                            |
| 26 settembre     | I Kissed a Girl           | Katy Perry                  | 3                            |
| 3 ottobre        | I Kissed a Girl           | Katy Perry                  | 3                            |
| 10 ottobre       | Alla mia età              | Tiziano Ferro               | 1                            |
| 17 ottobre       | Novembre                  | Giusy Ferreri               | 12                           |
| 24 ottobre       | Novembre                  | Giusy Ferreri               | 12                           |
| 31 ottobre       | Novembre                  | Giusy Ferreri               | 12                           |
| 7 novembre       | Novembre                  | Giusy Ferreri               | 12                           |
| 14 novembre      | Novembre                  | Giusy Ferreri               | 12                           |
| 21 novembre      | Novembre                  | Giusy Ferreri               | 12                           |
| 28 novembre      | Novembre                  | Giusy Ferreri               | 12                           |
| 5 dicembre       | Wow! (Una star così vera) | Luca Butera                 | 1                            |
| 12 dicembre      | Novembre                  | Giusy Ferreri               | 12                           |
| 19 dicembre      | Novembre                  | Giusy Ferreri               | 12                           |

- Non ti scordar mai di me di Giusy Ferreri, con 12 settimane non consecutive di permanenza alla numero uno, è il singolo che ha passato più tempo in vetta alla classifica nel 2008.

## Classifica fine anno
| Brano                    | Artista/i                   | Certificazione |
| ------------------------ | --------------------------- | -------------- |
| A te                     | Jovanotti                   | Multiplatino   |
| Non ti scordar mai di me | Giusy Ferreri               | Multiplatino   |
| Novembre                 | Giusy Ferreri               | Multiplatino   |
| Viva la vida             | Coldplay                    | Multiplatino   |
| Give It 2 Me             | Madonna                     | Platino        |
| 4 Minutes                | Madonna                     | Platino        |
| I Kissed a Girl          | Katy Perry                  | Multiplatino   |
| Apologize                | Timbaland feat. OneRepublic | -              |
| Alla mia età             | Tiziano Ferro               | -              |
| Il mondo che vorrei      | Vasco Rossi                 | -              |

Fonte